# Carlo Russo

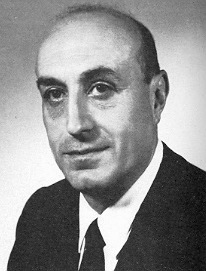
Carlo Russo

Carlo Russo (* 19. März 1920 in Savona, Provinz Savona, Ligurien; † 26. November 2007) war ein italienischer Politiker der Democrazia Cristiana (DC), der zwischen 1948 und 1979 Mitglied der Abgeordnetenkammer (Camera dei deputati) und mehrmals Minister in verschiedenen Regierungen war. Später war er von 1981 bis 1998 Richter am Europäischen Gerichtshof für Menschenrechte.

## Leben

### Abgeordneter und Unterstaatssekretär
Russo absolvierte nach dem Schulbesuch ein Studium der Rechtswissenschaften und war anschließend als Rechtsanwalt tätig. Bei den Wahlen vom 18. April 1948 wurde er für die Democrazia Cristiana (DC) erstmals zum Mitglied der Abgeordnetenkammer (Camera dei deputati) gewählt und vertrat in dieser bis zum 19. Juni 1979 mehr als dreißig Jahre lang den Wahlkreis Genova. Während der ersten und zu Beginn der zweiten Legislaturperiode war er zwischen Juni 1948 und Februar 1954 Mitglied des Innenausschusses und zwischen Juli 1949 und Juli 1953 auch Sekretär dieses Ausschusses sowie von Juli 1951 bis Februar 1954 zudem Mitglied des Auswärtigen Ausschusses. Des Weiteren war er am Anfang der zweiten Legislaturperiode von Juni 1953 bis Februar 1954 Vizevorsitzender des Innenausschusses.
Am 19. Januar 1954 wurde er von Ministerpräsident Amintore Fanfani in sein erstes Regierungsamt berufen und bekleidete bis zum 10. Februar 1954 in dessen erstem Kabinett die Funktion als Unterstaatssekretär beim Ministerpräsidenten (Sottosegretario di Stato alla Presidenza del Consiglio dei Ministri). Im darauf folgenden Kabinett Scelba war er zwischen dem 11. Februar 1954 und dem 6. Juli 1955 Unterstaatssekretär im Innenministerium (Sottosegretario di Stato all’Interno) sowie vom 7. Juli 1955 bis zum 19. Mai 1957 im ersten Kabinett Segni wiederum Unterstaatssekretär beim Ministerpräsidenten sowie als solcher auch Sekretär des Ministerrates.
Während der dritten Legislaturperiode war Russo von Juni 1958 bis Juni 1960 Mitglied des Justiz- sowie zwischen Juli 1959 und Mai 1963 Mitglied des Verteidigungsausschusses. Daneben war er zwischen dem 3. Juli 1958 und dem 15. Februar 1959 Unterstaatssekretär im Verteidigungsministerium (Sottosegretario di Stato alla Difesa) und daraufhin vom 17. Februar 1959 bis zum 25. März 1960 im zweiten Kabinett Segni abermals Unterstaatssekretär beim Ministerpräsidenten sowie als solcher auch wieder Sekretär des Ministerrates. Im Kabinett Tambroni sowie im dritten und vierten Kabinett Fanfani fungierte er zwischen dem 2. April 1960 und dem 30. November 1962 als Unterstaatssekretär im Außenministerium (Sottosegretario di Stato agli Affari Esteri).

### Minister und Richter am EGMR
Ministerpräsident Fanfani berief Russo am 30. November 1962 im Rahmen einer Regierungsumbildung auch zum ersten Mal in ein Ministeramt: Als Nachfolger von Guido Corbellini übernahm er im vierten Kabinett Fanfani den Posten als Minister für Post und Telekommunikation (Ministro delle Poste e Telecomunicazioni) und bekleidete diesen bis zum 23. Februar 1966 auch im ersten Kabinett Leone sowie im ersten und zweiten Kabinett Moro. Er war ferner in der vierten Legislaturperiode von Januar 1966 bis Juni 1968 wieder Mitglied des Auswärtigen Ausschusses sowie zeitgleich von Juni 1966 bis Juni 1968 Vorsitzender eines Sonderausschusses für die Prüfung von Gesetzesentwürfen für die strukturschwachen Gebiete Norditaliens.
Im zweiten Kabinett Leone fungierte Russo zwischen dem 24. Juni und dem 12. Dezember 1968 als Außenhandelsminister (Ministro del Commercio con l’Esterio) sowie im Anschluss vom 12. Dezember 1968 bis zum 27. März 1970 im ersten und zweiten Kabinett Rumor als Minister ohne Geschäftsbereich für die Beziehungen zum Parlament (Ministro senza Portafoglio con delega per i Rapporti con il Parlamento). Im dritten Kabinett Rumor war er vom 2. April bis zum 6. August 1970 zunächst nur Unterstaatssekretär im Ministerium für öffentliche Arbeiten (Sottosegretario di Stato ai Lavori Pubblici) sowie zuletzt zwischen dem 3. Juni und dem 6. August 1970 auch wiederum Minister ohne Geschäftsbereich für politische Sonderaufgaben und Koordination sowie der besonderen Verantwortung für die Präsidentschaft der UN-Delegation (Ministro senza portafoglio per i compiti politici particolari e di coordinamento e con speciale riguardo alla Presidenza della delegazione italiana all’ONU).
Im darauf folgenden Kabinett Colombo war Russo zwischen dem 6. August 1970 und dem 17. Februar 1972 erneut Minister ohne Geschäftsbereich für die Beziehungen zum Parlament sowie im Anschluss im ersten Kabinett Andreotti vom 17. Februar bis zum 26. Juni 1972 Minister ohne Geschäftsbereich für die Beziehungen zwischen Regierung und Parlament, politische Sonderaufgaben und Koordination sowie der besonderen Verantwortung für die Präsidentschaft der UN-Delegation. Daneben war er in dieser fünften Legislaturperiode von Juli 1968 bis März 1970 zunächst Mitglied des Ausschusses für Arbeit und Sozialversicherung und danach zwischen April 1970 und Juni 1979 erneut Mitglied des Auswärtigen Ausschusses.
Während der sechsten und siebten Legislaturperiode fungierte Russo von März 1974 bis Juni 1979 zudem als Vorsitzender des Auswärtigen Ausschusses der Abgeordnetenkammer.
Anfang 1981 wurde Russo Nachfolger des am 9. Dezember 1980 verstorbenen Giorgio Balladore Pallieri als Richter am Europäischen Gerichtshof für Menschenrechte (EGMR). In diesem Amt verblieb er bis zum 31. Oktober 1998 und wurde daraufhin durch Benedetto Conforti abgelöst.
Sein jüngerer Bruder ist der Jurist und Politiker Giovanni Russo, der zwischen 1994 und 2001 für die Cristiano Sociali (CS) und zuletzt für die Democratici di Sinistra (DS) Mitglied des Senats (Senato della Repubblica) war.